# Reckingen (Küssaberg)
Reckingen ist ein Ortsteil der baden-württembergischen Gemeinde Küssaberg im Klettgau im Landkreis Waldshut. Der Ortsteil hatte 2022 339 Einwohner.
Die Ortschaft liegt direkt am Hochrhein und ist Namensgeberin des in der Nähe liegenden deutsch-schweizerischen Kraftwerks Reckingen.

## Name
Reckingen – „bei den Angehörigen des Raco“, nach H.W. Mayer, 1926.
Heimatforscher Emil Müller-Ettikon schreibt, dass im St. Galler Urkundenbuch „im Jahre 885 ein Recco genannt (wird)“, und auch im Schweizer Rekingen AG gegenüber am Rhein wird der Namensursprung mit „bei den Leuten des Recco“ interpretiert. Der Ort dort hieß früher „Reccingun“.

## Lage und Zugehörigkeiten
Der Hochrhein zwischen Reckingen und Rekingen bildet hier die Deutsch-Schweizer Grenze. Westlich mit der Landesstraße L 163 verbunden liegt als Nachbarort Rheinheim, nach Osten hin Lienheim. Nördlich verläuft eine Hügelkette des Südranden, der östlich der Ortschaft direkt das Flussufer erreicht. Die Uferstraße wurde wahrscheinlich schon in der Römerzeit trassiert.
Seit frühen Zeiten bestand eine Fährverbindung zwischen Reckingen und Rekingen (Schweiz), nach Hans Matt-Willmatt wurde eine Drahtseilfähre 1865 eingerichtet und durch den Bau des Kraftwerks ab 1936 mit seinem Brückenweg überflüssig.

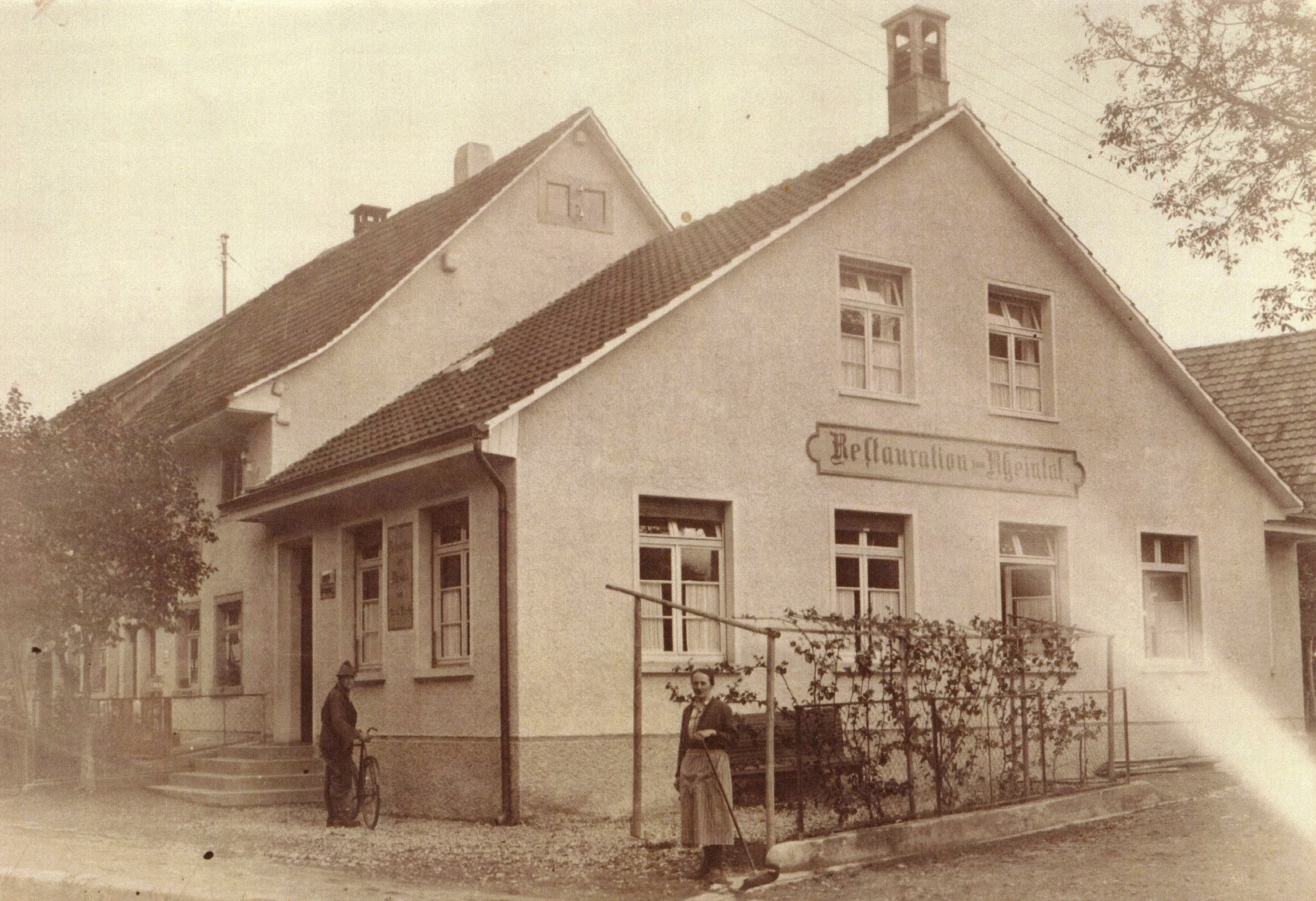
Gasthaus zum Rheintal 1925

## Dorfleben
In einer amtlichen Aufstellung 1809 wird in Reckingen ein „Zapfenwirtshaus“ genannt. Heute befindet sich im Ort das Gasthaus zum Rheintal. „Dort besteht seit 50 Jahren ein Stammtisch, begründet von Hermann Schwab, von November 1969 bis 1. Januar 1973 Bürgermeister der Gemeinde Reckingen.“
Geschäfte sind im Ort nicht mehr vorhanden. Öffentliche Einrichtungen sind das Dorfgemeinschaftshaus und eine Waldhütte mit Rastplatz. In Reckingen aktiv sind ein Turnverein, ein Narrenverein, die Guggemusik „Schnörri Plätzer“ und eine DLRG Ortsgruppe. Weit über den Ort hinaus bekannt ist das Freibad, in dem auch Veranstaltungen und Jugendzeltlager stattfinden. In der Saison 2019 wurden knapp 20.000 Besucher erwartet.
„Reckingen gehört zur Pfarrei Rheinheim. Die Ortskapelle ist dem hl. Josef geweiht (19.3.). Sie liegt mitten im Dorf und trägt die Jahreszahl 1795. Bis 1806 gehörte der Ort zur Landgrafschaft Klettgau. Nach der Volkszählung im Juni 1925 hatte Reckingen 138 Einwohner.“

## Geschichte
Durch die günstige Lage am Rhein mit Übersetzmöglichkeit (eventuell auch einer Furt) war der Ort schon urzeitlicher Siedlungsplatz und frühalamannisches Dorf. In seiner geografischen Lage als Grenzort nach Osten war Reckingen für die Herrschaften der Küssaburg von Bedeutung.
Frühgeschichte

Im „Gewann ‚Oberhofen‘ (konnte) 1939 bei den Baggerarbeiten für das Kraftwerk Reckingen das Bruchstück einer Streitaxt aus dem Rheinkies geborgen werden. […] Vermutlich einer doppelschneidigen Streitaxt vom Typus Grenzach […] Verbleib: Heimatmuseum Waldshut, Inv. Nr. Wa 476.“

### Römer
„In römischer Zeit (dienten) dem Übergang über den Strom […] 3 Brücken, die heute [1926] einwandfrei nachgewiesen sind. Die östliche befand sich ungefähr in der Mitte zwischen Rheinheim und Reckingen beim Mühlacker.“ Die beiden anderen befanden sich zwischen dem heutigen Bad Zurzach und Rheinheim.
Den Flurnamen „Unterwiehlen“ – im Grundbuch 1631: „Hanffeld in Unterweilen“, 1774: „zu unterwylen“ deutete Emil Müller-Ettikon: „Der Name deutet auf eine Römersiedlung hin, wie sie in Gurtweil oder Weilheim gefunden wurde.“ (Römischer Gutshof (Gurtweil)). Die Begriffe wyl, wiehl, weil sind von ‚villa‘ abgeleitet. Im Matzental – „im mazen dal gelägen“ (1629): „Dort soll früher ein Hof gestanden haben.“ Der Klettgau-Archäologe Jürgen Trumm vermutet, dass dies bereits schon ein römischer Gutshof gewesen sein könnte.
Gegenüber Reckingen – auf der anderen Seite des Flusses – wurde 1956 bei Bauarbeiten für die Turnhalle in Rekingen ein römischer Gutshof entdeckt, der um 50 n. Chr. entstanden sein soll. Er wurde bei der zweiten großen Angriffswelle der Alamannen um 260 n. Chr. niedergebrannt. Bis 370 n. Chr. hielten die Römer vermutlich noch Regionen nördlich des Rheins, bevor sie sich dann hinter den Fluss als Grenzlinie zurückzogen (zwei Wachturmfundamente wurden gegenüber bei Rekingen entdeckt) und Mitte des 5. Jahrhunderts vollständig abzogen.
Durch das lange, auch friedliche Gegenüber war es zu Austausch und Handel zwischen beiden Seiten gekommen, und auch die keltisch-romanische Bevölkerung blieb verschont. Das Grenzland sei jedoch dann erst allmählich besiedelt worden und – nach Ortsnamenforschern (so Emil Müller-Ettikon) – sei der erste alamannische Ort in der Raumschaft Reckingen gewesen.

### Mittelalter

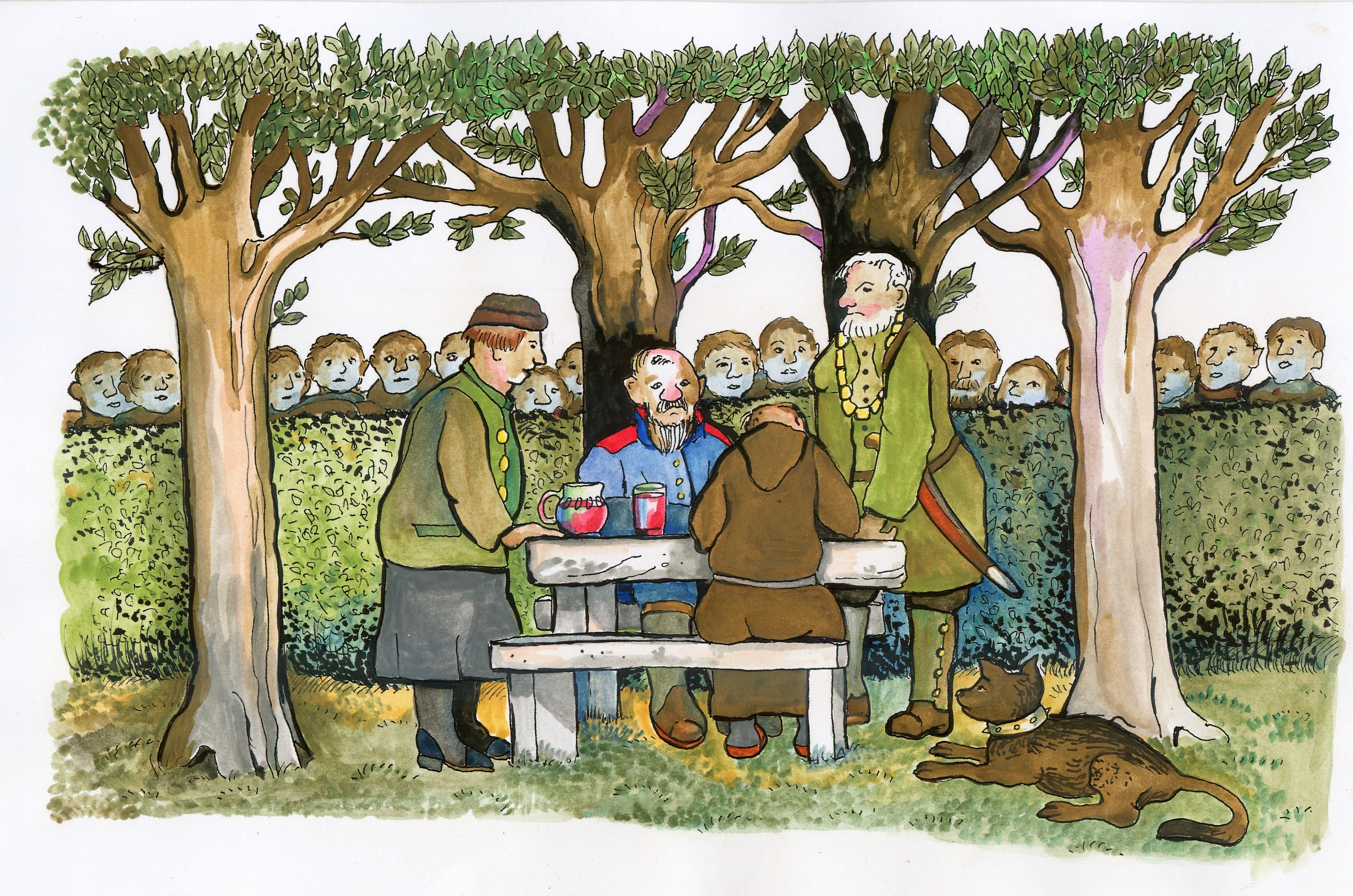
Ausstellung einer Urkunde im Mittelalter. (Zeichnung Wolf Pabst)

„In der Vergabeurkunde des Grafen Gotsberg an das Kloster Rheinau vom Jahre 876 ist neben anderen Orten im Klettgau auch Reckingen erstmals genannt.“ Der Klettgauer Landgraf „schenkte“ sein Gebiet an das Kloster und machte sich danach zum Abt des Klosters – es war eine in dieser Zeit häufig praktizierte Maßnahme des mittleren und kleinen Adels, um in dem zerfallenden Frankenreich eigenen Besitz vor dem Zugriff stärkerer Adelshäuser zu retten.
Hintergrund
Ab dem Jahre 800 hatte Karl der Große als Kaiser das Fränkische Reich zur bestimmenden Macht in Mittel- und Südeuropa ausgebaut, die Christianisierung war durchgesetzt, die Dynastie der Karolinger baute erstmals einen umfassend organisierten Staat auf. Das Teilungsprinzip in der Erbschaftsfolge führte jedoch allmählich zu mehreren Reichsteilungen, die zu inneren Kämpfen und Krisen und schließlich zum Zerfall der „weltlichen Macht“ führten. Bestand hatten die auch zu wirtschaftlichen Mittelpunkten herangewachsenen Klöster. In den Nachfolgekämpfen konnte die Dynastie der ursprünglich sächsischen Ottonen den Reichsverbund ab Mitte des 10. Jahrhunderts wieder stabilisieren. Zuvor war es auch im Süden der damaligen Alamannia um 920 und 944 zu grausamen Plünderungszügen asiatischer Reiterheere („Ungarn“) gekommen, die erst Otto der Große in der Schlacht auf dem Lechfeld vernichtend schlagen konnte. Viele Urkunden in den Klöstern gingen damals verloren.
Der Weinbau von Reckingen soll – nach Hans Matt-Willmatt – „schon um das Jahr 1000 erwähnt“ worden sein (Lauchringer Chronik, 74).

### Machtzentrum Küssaburg
Ein geschichtlicher Zusammenhang bildet sich erst wieder mit den Herren von Küssenberg heraus, die wahrscheinlich von einer Familie bei Häusern abstammten – den „Wittlisbergern“ nach einem dort genannten Hof – und durch die Expansion des Klosters St. Blasien ihren Besitz an Wutach und Rhein verlagerten und im 12. Jahrhundert hier die Burg von ihren Untertanen bauen ließen. Sie sind mit „Heinricus de Cussachberc“ 1141 erstmals genannt und hatten 1177 bereits die Grafenwürde inne: „Es wird vermutet, dass die Küssenberger sich den Grafentitel sicherten, indem sie durch Erbe oder Kauf an die Grafschaft Stühlingen gelangten. […] Schon der im 19. Jahrhundert forschende Tiengener Historiker Joseph Bader vermutete, dass die Stühlinger um die Mitte des 12. Jahrhunderts ausstarben und ihr Erbe an die Küssenberger fiel.“

### Herrschaft Küssenberger Tal
Nach dem Tod des letzten Grafen von Küssenberg (zwischen 1245 und 1251) ging die Küssaburg an den Bischof von Konstanz, Heinrich II. von Tanne (1233–1248), dessen Herrschaftsbereich allmählich von Kadelburg und Rheinheim nach Dangstetten, Bechtersbohl und Geißlingen reichte und auch Höfe und Orte östlich bis Stetten sowie auch Lienheim und Reckingen umfasste. (E. Müller-Ettikon, S. 26 ff.).
In der Folge kam es zu Besitzkorrekturen, doch unter der Hoheit des Hochstiftes Konstanz – die weltliche Herrschaft des Bistums – entwickelte sich für zwei Jahrhunderte ein stabiler Bereich – „zusammen mit den Dörfern Dangstetten, Küßnach, Reckingen und Rheinheim, später auch Bechtersbohl, bildete die Küssaburg die Herrschaft ‚Küssenberger Schloß und Tal“ (Lauchringer Chronik, 44). Diese Hoheit bedeutete den Besitz der Hohen Gerichtsbarkeit, wobei die Niedere Gerichtsbarkeit je nach den Verhältnissen in den Ortschaften von verschiedenen Herrschaften und ihren Vögten ausgeübt werden konnte.
Die Vogtei Reckingen – der Vogt war ein früher Vorläufer des Bürgermeisters, der einem Kloster oder Adelshaus dienstverpflichtet war – „ging 1294 mit der Stadt Kaiserstuhl, der Burg Rötteln und den Vogteien Hohentengen, Herdern, Rheinheim und Lienheim käuflich von Lüthold von Regensberg an Heinrich von Klingenberg, dem damaligen Bischof von Konstanz über. […] Die Herrschaft ‚Küssachberger Schloß und Tal‘ (wurde) im Tausch gegen die Herrschaft Bahlingen 1497 von den Grafen von Sulz erworben“ (Chronik Landkreis Waldshut, 74).
Hintergrund
In der Zeit des Todes des letzten Küssenberger Grafens – um 1250 – gab es im Reich große Verwerfungen, da die Kaisermacht der Staufer gegenüber dem Papst unterlag, verfiel und in der „kaiserlosen, der schrecklichen Zeit“, dem Interregnum, in Mitteleuropa eine Adels-Anarchie überhandnahm (Raubritter), die erst der Habsburger Rudolf I. Ende des 13. Jahrhunderts energisch-gewaltsam beenden konnte. Deshalb ist wahrscheinlich, dass der Küssenberger versuchte, den Besitz als Einheit zusammen zu halten und ihn ohne eigene Erben 1241 noch vor seinem Tod dem mächtigen Bischof von Konstanz überantwortete – urkundlich als „Schenkung“.
Rudolf, auf den sich die großen Adelshäuser 1273 als römisch-deutschen König einigten, führte eine Neuerung ein, die als Habsburger Urbar in die Geschichte einging. Da die früheren Krongüter der Könige und Kaiser von den umwohnenden Adligen okkupiert worden waren, holte er sich diese zurück und ließ eine akribische, allgemeine Besitzstandsaufnahme fertigen, die als Urbar der Jahre 1300/1303 überliefert ist – auch detailgenau zu den Dörfern und Orten am Hochrhein. So sind zahlreiche Besitzer bekannt, vor allem Klöster, wie außer Rheinau und St. Blasien auch das Frauenkloster Berau und schließlich das Chorherrenstift Zurzach. Später gehörten neben Klöstern und Adel auch Bürger und Handelsmänner zu den Besitzern von Gütern und Rechten in den Dörfern.
Bereits vor der Hoheit des Bistums Konstanz hatte sich im 12. Jahrhundert das Kloster Rheinau in der Region mit seinen zahlreichen Besitztümern in der ‚niederen‘ Verwaltung durchgesetzt: „Oberlauchringen zählte mit Dangstetten, Küßnach, Lienheim, Bechtersbohl, Reckingen, Baldingen (südlich von Rheinheim) und Unterlauchringen zu Rheinheim, dessen Hof Zentrum der Verwaltungseinheit war und dessen Kirche 1437 dem Kloster inkorporiert wurde. Die gesamte rheinauische Güterverwaltung war in der Frühzeit in Höfen dezentralisiert.“
Das Kloster St. Blasien (eine Gründung von Rheinau) wird ab Mitte des 13. Jahrhunderts mit seinem Amt Klingnau ebenfalls als Güter- und Rechteinhaber in Reckingen genannt (Lauchringer Chronik, 73 und 78).

### Reckinger Eigenständigkeiten
Emil Müller-Ettikon schließt aus dem Umstand der Regelungen der Pflichten der Bewohner der Küssenberger Talschaft („Öffnung des Herkommens und der Gewohnheit zu Küssenberg und des Tales“): Dass „die Reckinger eine gewisse Sonderstellung (einnahmen). Sie haben keinen Heuzehnten an das Schloß abzugeben, sie haben auch kein Holz für die Herrschaft zu schlagen. […] In Reckingen lebten freie Bauern. Die freien Bauern hatten ihr eigenes freies Gericht.“
Eine Urkunde vom 19. Oktober 1428 nennt den „Kelnhof zu Reckingen“ als Gerichtsort „und zwar ging es damals um den ‚Herbrechtshof‘.“ Es ging um dessen Verkauf, gegen den der Chorherrenstift Zurzach Einspruch erhob, der von dem Freigericht zurückgewiesen wurde. Unmittelbar danach kauften die Zurzacher den Hof jedoch vom neuen Besitzer. „Am Mittwoch nach Pfingsten des Jahres 1447 übergab das Chorherrenstift zu Zurzach den Freihof […] als Lehen an den Müller in Reckingen – die Mühle war ebenfalls ein Lehen des Stifts.“

### Spätmittelalter
Unter den Grafen von Sulz spitzte sich für die Region der Konflikt zwischen den Habsburgern und der Eidgenossenschaft zu, es kam zu Verheerungen im Schweizerkrieg (1499), dem Bauernkrieg (1524/25) und dem Dreißigjährigen Krieg (1618–1648). Reckingen teilte die Geschicke der Region, doch sind Einzelheiten schwierig zu ermitteln. Konkret in Überlieferungen, etwa zu den Brandschatzungen, ist der Ort nicht genannt, doch waren Reckinger Bauern wohl auch an der Belagerung der Küssaburg beteiligt:
„Bei der Belagerung der Küssaburg während des Bauernkriegs im Sommer 1525 war die außerhalb der Festungsmauern in der Vorstadt gelegene Kapelle durch die Klettgauer Bauern zerstört worden. Daraufhin wurde die Schloßkaplanei zunächst mit der St. Annakapelle verbunden und die zur Küssenberger Herrschaft gehörenden Talgemeinden Küßnach, Dangstetten, Reckingen und Rheinheim dazu verurteilt, als Sühne für ihre Beteiligung an der Belagerung das heute noch stehende und als „Pfaffenhuus“ bekannte Kaplaneihaus [in Dangstetten] zu erbauen“ (Lauchringer Chronik, 367).
Bemerkenswert ist in Reckingen eine Reihe sehr alter Gebäude:
„Mehrere Häuser, die den Dreißigjährigen Krieg überdauerten, haben ihre eigene Geschichte. Das Doppelhaus von Bürgermeister Karl Mühlhaupt [in den 1950ern] und Adolf Gersbach hat im Wappen einen Pflug und stammt aus dem Jahre 1552. Die gleiche Jahreszahl trägt das Doppelhaus von Karl Schweizer und Josef Strittmatter, das im Wappen einen Becher und ein halbes Rad zeigt. Zu der Jahreszahl 1569 über der Haustür ist der Türstein vom Haus Zeilfelder mit einem alten Hofzeichen versehen“ (Chronik des Landkreises Waldshut, 74).
„Am 30. Mai 1606 hielt der Vogt Bernhard Meyer von Stetten Gericht in Oberlauchringen (im heutigen Gasthof Adler (Lauchringen)), wobei es um die Schlichtung eines Streits zwischen den Gemeinden Dangstetten und Reckingen wegen des 'Eckerichts' (Eichelmast) in einem Wald, 'Wilden' genannt, ging, in den die Bauern beider Dörfer ihre Schweine zur Eichelmast trieben“ (Lauchringer Chronik, 120). Der Ausgang der Verhandlung ist nicht bekannt.

### Herrschaftswechsel Ende des 17. Jahrhunderts
„Im Testament des 1687 verstorbenen Grafen von Sulz wird Reckingen unter den Dörfern erwähnt, welche durch die Heirat der ältesten Tochter dieses letzten Sulzers an das Haus Schwarzenberg fielen“ (Chronik des Landkreises Waldshut, 74).
Eigentlich hatten die Sulzer die Küssenberger Herrschaft vom Bistum Konstanz nur als „Pfand“ (Lehen) mit Verpflichtung zur Rückgabe erhalten, doch war diese Vereinbarung nun fast 200 Jahre alt. Bemerkenswert ist, dass der Graf Johann Ludwig II. beim Kaiser in Wien erreichte, „daß der Lehensbrief von Konstanz für nichtig erklärt wurde und die Herrschaften Tiengen und Küssenberg durch kaiserliche Gnaden nun auch an weibliche Erben fallen durften“ (E. Müller-Ettikon, 85).
Für die Fürsten von Schwarzenberg waren diese Herrschaften jedoch nur kleine Territorien in ausgedehntem Besitz, der sich in Böhmen (Krummau) konzentrierte, dazu kam ihr Hofamt in Wien.

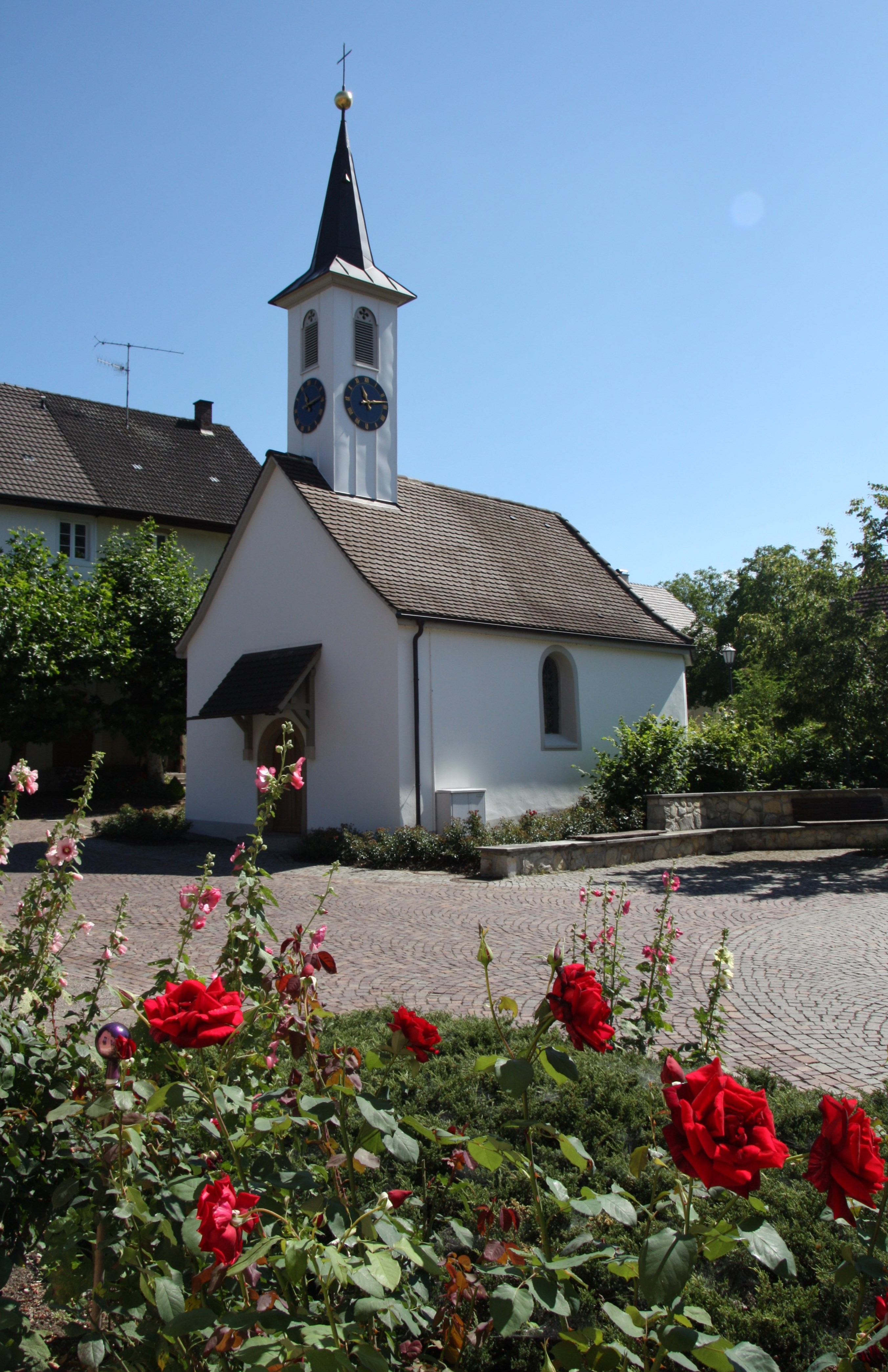
1795 wurde die neue Kapelle anstelle eines maroden Vorgängerbaus errichtet

### 18. Jahrhundert
Im Jahre 1777 erließ die Schwarzenbergische Regierung eine neue Jagdordnung, der 1783 eine neue Forstordnung für den Klettgau erfolgte, zu dem auch das Küssenberger Tal zählte (Lauchringer Chronik, 316).
Nach ihrer Revolution 1789 griffen die Franzosen unter Napoleon Bonaparte bald auf ihre Nachbarländer über, um die althergebrachte Feudalordnung aufzulösen:

### 19. Jahrhundert
„Der Korse räumte mit den unzähligen Zwergstaaten am Oberrhein auf. Ihre Sterbestunde wurde die Geburtsstunde des Großherzogtums Baden. Durch den Regensburger Reichsdeputationshauptschluss wurde der weltliche Besitz der Bistümer, Stifte und Klöster säkularisiert.“
Trotz dem vorangetragenen Freiheitsgedanken bedeuteten die französischen Feldzüge, die letztlich dem Machtinteresse Napoleons dienten, viel Leid und Entbehrungen für die Bevölkerung.
Doch auch das Ende der Adelsmacht war besiegelt – 1806 wurde die Landeshoheit einem badischen Kommissar übertragen: „Am 19. Juli 1812 verkaufte das Haus Schwarzenberg seinen letzten Besitz an den badischen Hof“ (E. Müller-Ettikon, 89 und 91).
„Zum Oberamt Tiengen und seit 1807 zum Justizamt Tiengen gehörig, kam Reckingen mit dem übrigen Schwarzenbergischen Besitz im Klettgau 1812 an Baden. Im Jahr 1817 erfolgte die Teilung der drei Talgemeinden Dangstetten, Reckingen und Rheinheim, deren gemeinsamer Vogt seinen Sitz in Rheinheim hatte“ (Chronik des Landkreises Waldshut, 74).
Die Verschiedenheit von Ortsverfassungen und lokalen Regelungen zeigt ein Konflikt in der unmittelbaren Nachbarschaft:
Fast zwei Jahrhunderte stritten Lauchringer Bürger mit ihrer Gemeinde über die Verteilung des Bürgerholzes, wobei der pensionierte Obervogt Brenziger als Vertreter der Benachteiligten 1818 „auf die Gemeinden Dangstetten, Reckingen, Rheinheim und Kadelburg (verwies), in denen der Holzbezug gleichmäßig erfolge.“
„In der 1831 erlassenen badischen Gemeindeordnung wurde das Selbstverwaltungsrecht der Gemeinden verankert. Ortsvorgesetzter an Stelle des bisherigen Vogtes wurde nun der Bürgermeister, die Geschworenen wurden durch Gemeinderäte ersetzt, beide zunächst auf 6 Jahre gewählt, nach einer späteren Verfügung der Bürgermeister auf neun, die Gemeinderäte auf 4 Jahre. Neben Ratsschreiber und Gemeinderechner ist der bereits 1821 eingeführte Bürgerausschuß zu erwähnen, dem vor allem Entscheidungsbefugnisse in finanzieller Hinsicht, bei Kauf und Verkauf von Gemeindeliegenschaften, bei Gemeindediensten und ähnlichem zustanden“ (Lauchringer Chronik, 223 und 237).
Teil des Erneuerungsprozesses im 19. Jahrhundert war auch die Abschaffung der Feudalrechte: „Mit den Gesetzen von 1833 und 1837 wurde die Grundlage für die Zehntablösung geschaffen, die jedoch von Gemeinden, Bauern und Bürgern mit hohen Ablösezahlungen verbunden war. Bis die Summen festgelegt waren, wurde jahrzehntelang – auch von Reckingen (Vertragsabschluss 1863) – mit der Kaplanei des säkularisierten Klosters Rheinau prozessiert“ (Dazu: Lauchringer Chronik, 375 ff., 386, 394).
Der Zehnte
„Durch die Bibel gerechtfertigt, verlangte die Kirche seit dem 6. Jahrhundert den zehnten Teil des Ertrages der Äcker, der Gärten und des Viehnachwuchses. Die Frankenkönige stützten im 8. Jahrhundert diese kirchlichen Forderungen durch staatliche Gebote. Dieser Zehnten sollte zu einem Drittel dem Unterhalt des Pfarrers dienen, das zweite Drittel sollte für Almosen an die Armen und das letzte Drittel zum Bau und Unterhalt der Kirche verwendet werden. Doch bald wurde er zweckentfremdet, er gehörte nicht nur der Kirche, sondern es war eben ein Vermögenswert, der verkauft, verschenkt, vererbt, verpfändet und verlehnt werden konnte. So kam er nach und nach auch in die Hände von weltlichen Grundherren“ (E. Müller-Ettikon, 93).
Hintergrund
Die Franken stützten ihre Macht vor allem auf die Kirche, das hieß zuerst auf die Klöster, denn die Adligen der Regionen – hier in der Alamannia – waren unzuverlässige Vasallen, die zahlreiche Gelegenheiten nutzten, um ihre Autonomie gegenüber der Obrigkeit wieder zu gewinnen. Schließlich gerieten die regionalen Adelsfamilien Ende des 9. Jahrhunderts stark unter Druck und übertrugen nun ihrerseits ihre Güter an die Klöster, zu deren Äbten sie sich oftmals machten. Die Güter der Grafen waren vielfach ganze Dörfer, deren Übertragungsurkunden heute jeweils als erste Nachweise der Existenz von Ortschaften gelten – bekannt die „Schenkungen“ des Klettgaugrafen Gotsbert an das Kloster Rheinau: Die übertragenen Dörfer waren selbstverständlich Jahrhunderte älter. Mit diesen Schenkungen blieben Grafen als Äbte in der direkten Verfügung über ihr Eigentum und dem damit verbundenen Zehnten, Ritter ließen sich Güter zurück belehnen und blieben somit in der Nutznießung. Dem Hochadel gefiel dieses Spiel nicht, doch waren ab dem 11. Jahrhundert die Klosterverbünde – die Bistümer – bereits so mächtig, dass an den Besitzverhältnissen kaum gerührt werden konnte. Ursprünglich nur in Naturalien beglichen, wurde im Mittelalter mit wachsendem Geldverkehr der Zehnte zunehmend auch in Geld gefordert.
Zinspflichtig waren die Küssaberger Talgemeinden in erster Linie der Herrschaft auf der Küssaburg und dem Kloster Rheinau, und damit – nach dem Flurbuch von 1795 – der „Herrschaft von Schwarzenberg“ und dem „löbl. Gotteshaus Rheinau“. Zudem dem Kloster Allerheiligen in Schaffhausen, dem Kloster St. Blasien, der Pfarrei Rheinheim, dem Chorherrenstift Zurzach, der (Kirchen-)Fabrik zu Zurzach, dem Kelleramt zu Zurzach, der Pfarrei Oberlauchringen, der Pfarrei Tiengen, der Pfarrei Klingnau, der bläsmischen Propstei Wislikofen, dem Konstanzer Erbschenkamt, dem Amt Rötteln, der Dangstetter Tragerey.
Lage der Küssenberger Talgemeinden
Dies waren nur die obersten Instanzen, vor Ort sah die Verteilung so aus: „Die Talgemeinden lieferten den großen Zehnten der Feldfrüchte an das Kloster Rheinau. Den Blutzehnten, nämlich von Schweinen. Hühnern, Enten, Gänsen und den Kleinzehnten vom Gartengewächs bezog die Pfarrei Rheinheim, ebenso den Obstzehnten von Äpfeln, Birnen. Nüssen. Außerdem war Zehnten zu bezahlen von bestimmten Wiesen an ‚einen zeitlichen Haagenmeyer‘, also an den jeweiligen Farrenwärter. Der Zehnten von einigen Äckern ging an die wagemannischen Erben in Küßnach, und den Zehnten von den Wiesen auf Riefenhausen hatte der Talweibel Mathies Teufel von Dangstetten im Jahr 1784 von den Zurzacher Chorherren gekauft“ (E. Müller-Ettikon, 93 f.).
Die Verteilung von Wein und Reben fehlt hier und vieles mehr – es ist ohne Weiteres nachvollziehbar, wie die ‚Bürokratie‘ vom Mittelalter bis in die Neuzeit über die Jahrhunderte wuchs. „Ein Problem erhob sich, als in der zweiten Hälfte des 18. Jahrhunderts der Kartoffelanbau überhand nahm. Zuerst baute man diese Knollenfrucht, von der ja nichts in den Zehntordnungen stand, auf öden und abgelegenen Plätzen […] an und zahlte daher auch keinen Zehnten. Dann aber bebaute man auch zehntpflichtiges Land, ohne daran zu denken, den Zehnten zu entrichten“ (E. Müller-Ettikon, 96).
Die Herren sahen darin „eine große Gefahr auf Minderung ihres Einkommens“ und taten alles, um den Anbau der „Erdäpfel“ zu regeln. Über die Auseinandersetzungen hinweg kam es zur „Neuordnung“ durch die Feldzüge Napoleons, die aber auch viel Kriegsleid und Hungersnot brachten, und zur Lösung „von den Fesseln des Mittelalters […] zwischen dem Wiener Kongreß (1815) und der Revolution von 1848“. Inzwischen hatte auch die Industrialisierung begonnen, doch dauerte es Jahrzehnte, bis die verschiedenen Formen des Zehnten „in endlosen Verhandlungen“ abgelöst waren – d.h., es mussten Ablösesummen an die Herrschaft gezahlt werden. Dabei ging es um hohe Summen, die den Einzelnen völlig überfordert hätten, und hier konnten sich die „frei“ gebildeten Gemeinden nun erstmals bewähren: „In Rheinheim ist am 30. Juli 1855 Gemeindeversammlung wegen der Zehntablösung in der vereinigten Gemarkung Rheinheim, Dangstetten, Bechtersbohl und Reckingen, die mit dem Kloster Rheinau ausgehandelt werden mußte. […] Nach langer Besprechung wurde abgestimmt, und alle 29 erschienenen Bürger [die „Ortsbürger“] waren mit dem Vorschlag einverstanden.“ Der Staatszuschuss hatte die Einigung ermöglicht.
Die Revolutionsbewegung von 1848/49 hatte im Frühjahr auch im Küssenberger Raum viel Begeisterung geweckt, und auch zahlreiche Reckinger waren dabei, und es begann ein Marsch an den Oberrhein. Doch schon „bei Kandern und Steinen wurden die Freischärler von regulären badischen und hessischen Truppen zersprengt“ und bald darauf die Dörfer am Hochrhein und im Schwarzwald von preußischen Einheiten besetzt. Die Hoffnung auf schnelle Änderungen musste aufgegeben werden.

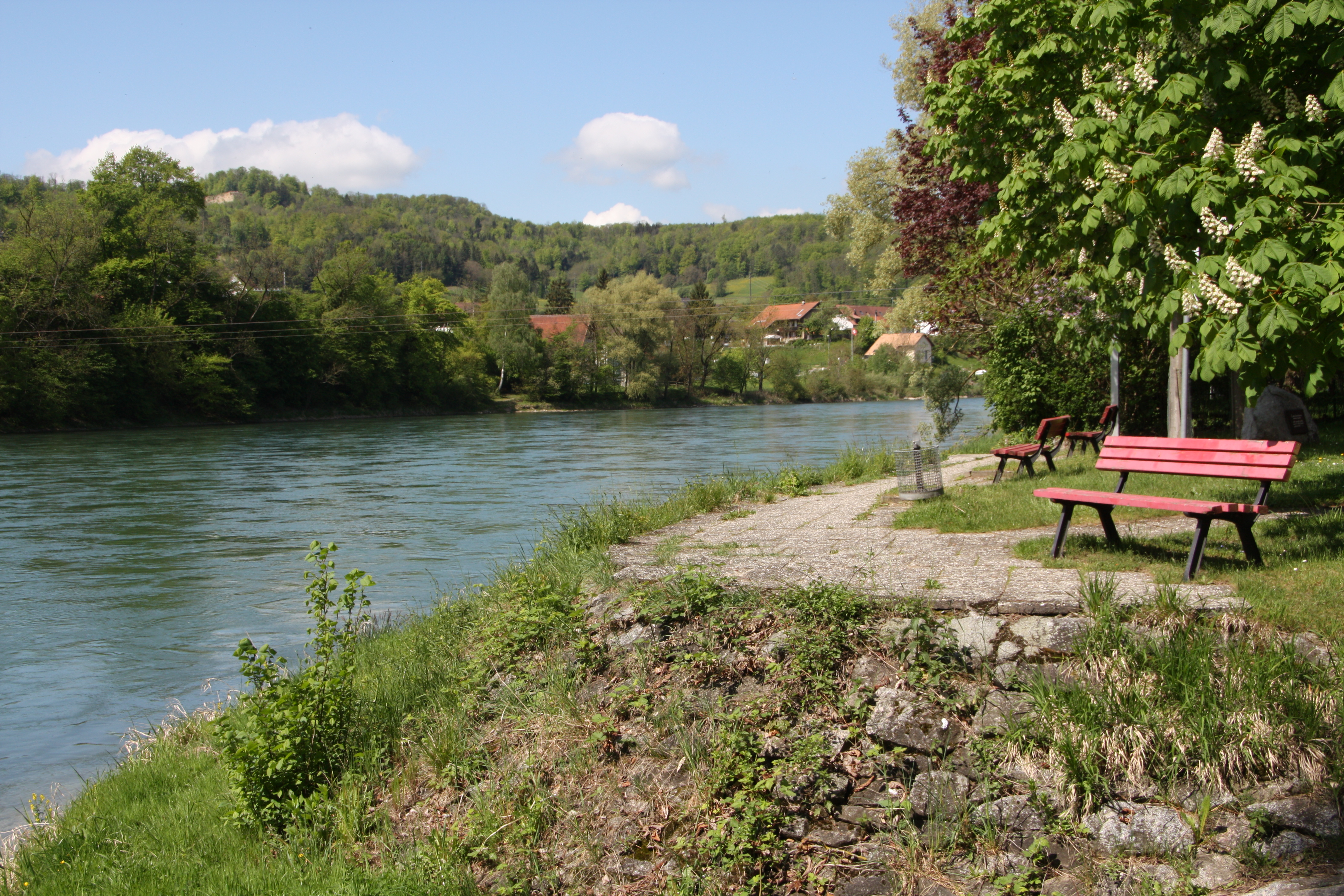
Ehemalige Anlegestelle der Drahtseilfähre von 1865

Nach den Revolutionsjahren wanderten 80.000 Badener nach Amerika aus, doch kam nun mit der Entwicklung von Wissenschaft und Technik auch die Landwirtschaft in Gang – die Produktionsleistungen vervielfachten sich, erste Fabriken kamen an den Hochrhein; und nach dem gewonnenen Krieg 1870/71 gegen Frankreich begann – auch mit den französischen Reparationen – und der Deutschen Reichsgründung eine neue Blütezeit.

## 20. Jahrhundert
Das neue Jahrhundert sah die europäischen Großmächte im Gegensatz – die Technik ermöglichte erste ‚mechanisierte‘ Kriege. Der Erste Weltkrieg verschonte trotz Niederlage noch die deutschen Territorien, im Zweiten Weltkrieg erfolgte die Katastrophe, und in Südbaden marschierte die reorganisierte französische 'Kolonialarmee' ein.
Im Schwarzwald kam es noch zu harten Kämpfen und vielen Ausschreitungen der neuen Besatzer.
Ende April 1945 stieß eine französische Panzergruppe rasch dem Hochrhein entlang nach Osten, Widerstand fand sie erst im Raum Blumberg vor. Es kam jedoch auch im Raum Küssaberg zu einigen dramatischen Vorfällen:

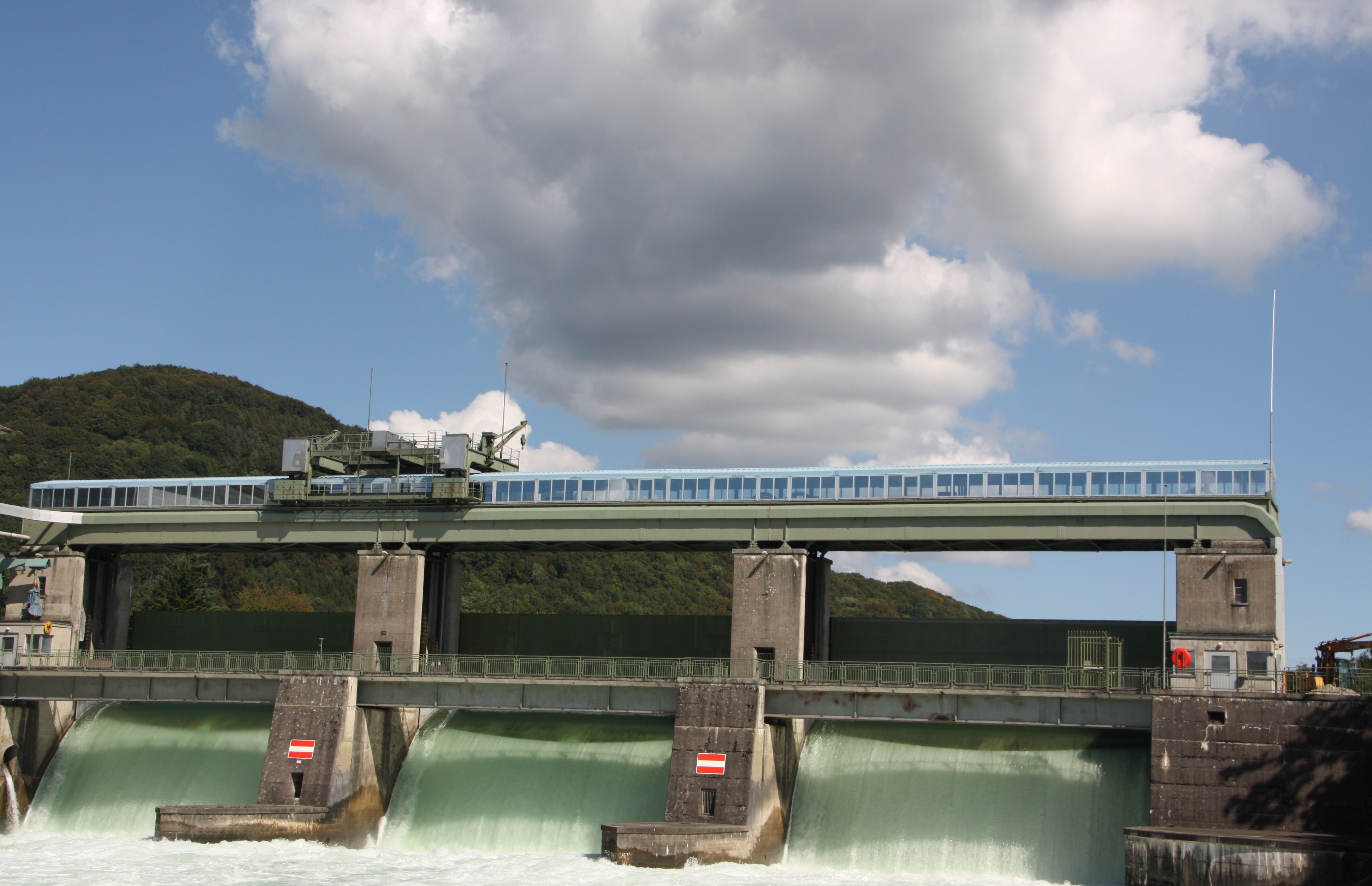
Die Schütze des Wehrs (2014)

So war das Kraftwerk Reckingen deutscherseits zur Sprengung vorgesehen, doch gelang es „dem bewaffneten Schweizer Wehrwärter Lichtsteiner einen deutschen Sprengtrupp zur Aufgabe zu bewegen.“
„Im Weltkrieg 1914 – 1918 hatte die Gemeinde Reckingen den Verlust von 2 Gefallenen [nach H.W. Mayer, S. 210, waren es 3], im Weltkrieg 1939 – 1945 von 6 Gefallenen und 3 Vermißten zu beklagen“ (Chronik Landkreis Waldshut, 74).
Nach der Besetzung durch die französische Armee am 29. April 1945 wurde am Bahndamm oberhalb der Eisenbahnbrücke von Oberlauchringen ein Soldat aus Reckingen „am 29./30.4.1945 vermutlich nachts durch Feindeshand erschossen ...“ (Eintrag Nr. 8, Sterberegister, Lauchringer Chronik, 581).
Reckingen lag mit anderen Gemeinden des Landkreises nach Kriegsende bis zum November 1945 in einer fünf Kilometer tiefen Sperrzone entlang der Grenze zur Schweiz, aus der die Evakuierung der Bevölkerung nur mit großen Anstrengungen verhindert werden konnte (Lauchringer Chronik, 585).

### Nachkriegszeit

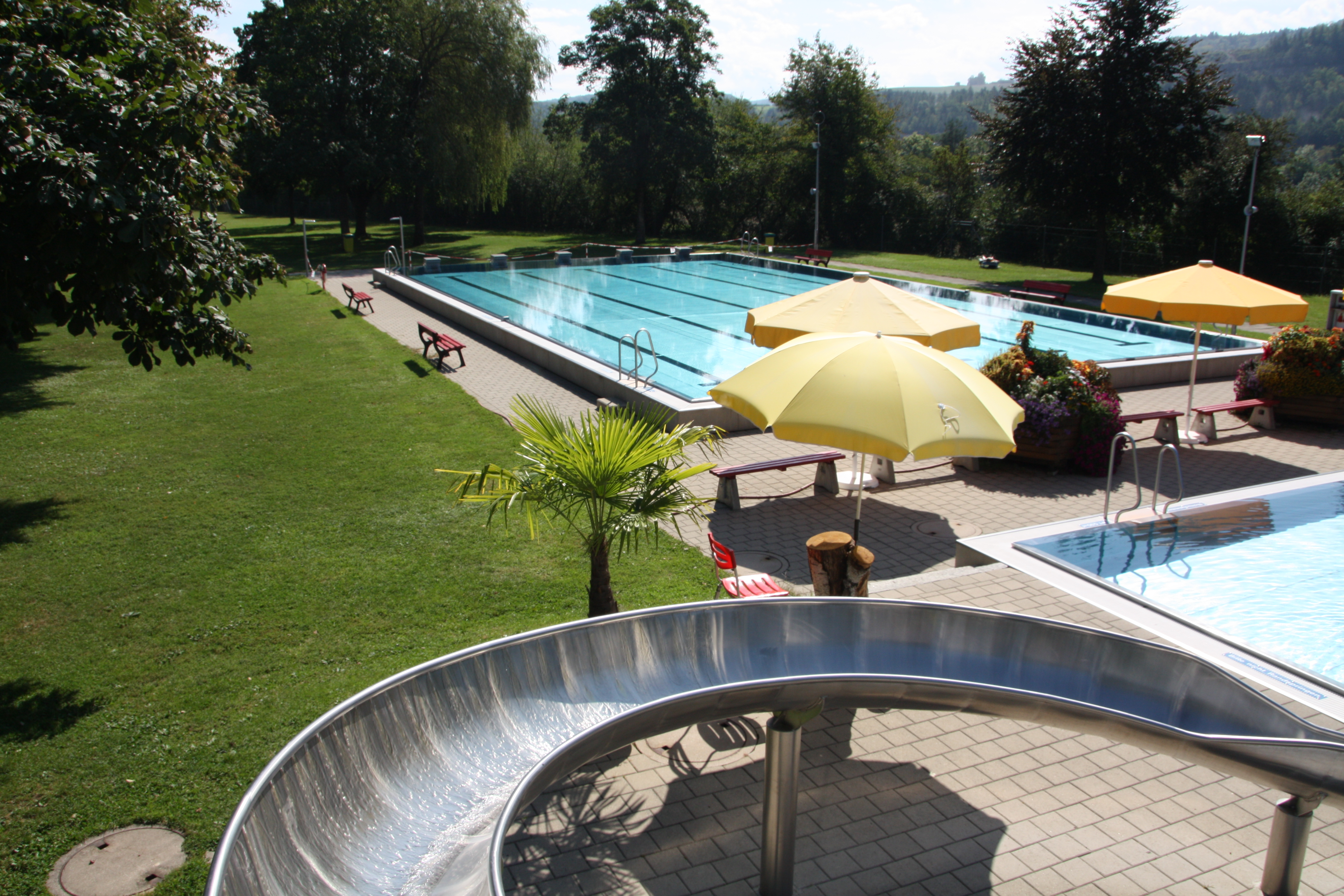
Das Küssaberger Freibad

1952–53 wurde in Reckingen ein neues Schulhaus und 1953 ein Gemeindehaus errichtet (Chronik Landkreis Waldshut, 74).
Gemeindezusammenschluss
Beim dem Gemeindezusammenschluss vorangehenden Votum der Bürgerschaft am 30. Januar 1972 „votierten mit Ausnahme der Bürgerschaft von Reckingen die Mehrheit für die freiwillige Fusion.“ Die Reckinger Gemeinderäte mit Bürgermeister Hermann Schwab stimmten jedoch am 4. Dezember 1972 zu. Am 1. Januar 1973 wurde Reckingen in die neue Gemeinde Küssaberg eingegliedert. Der Ort hatte 310 Einwohner.